# King Doniert’s Stone
King Doniert’s Stone (kornisch: Men Myghtern Doniert; auch Durngarth’s Monument) steht zusammen mit einem anderen Stein in der Nähe des Trethevy Quoit und des Steinkreises The Hurlers, nördlich von St Cleer, auf dem Bodmin Moor, in Cornwall in England. Es handelt sich um die Granitbasis eines Kreuzes aus dem 9. Jahrhundert, das wahrscheinlich aus Holz war und in dem Schlitz steckte, der auf dem Stein vorhanden ist.
Der „Stein des Königs Doniert“ erinnert an den letzten kornischen König Durngarth (englisch Duncan), der ein Nachkomme des Königs „Gerren“ (Geraint) von Dumnonia (kornisch: Dyfneint) gewesen sein soll, der Anfang des 8. Jahrhunderts Hof in Liskeard (kornisch: Lis-Cerruyt – nordwestlich von Plymouth) gehalten haben soll. Der Stein und die Aufzeichnung seines Todes in den Annales Cambriae sind die einzigen Hinweise auf Durngarths Existenz.
Die lateinische Inschrift lautet: „Doniert Progavit Pro Anima“ übersetzt als „Doniert befohlen (dieses Kreuz) für (der Nutzen) seine Seele“. Sie bittet um Gebete für den König, der während einer Jagd im Jahre 876 n. Chr. ertrank.
Keltische Inschriftensteine entstanden zwischen 400 und 1000 n. Chr. Sie weisen keltische oder lateinische Texte auf. Die etwa 1200 Steine werden in der Bretagne, in Irland, Schottland, Wales und Westengland (hauptsächlich in Cornwall (Mên Scryfa)), Devon sowie auf der Isle of Man gefunden. Die meisten sind Grabsteine oder Denkmäler für eine tote Person.